# Yu Zhoucheng
Yu Zhoucheng (China, 7 de diciembre de 1975) es un clavadista o saltador de trampolín chino especializado en trampolín de 3 metros, donde consiguió ser campeón mundial en 1994.

## Carrera deportiva
En el Campeonato Mundial de Natación de 1994 celebrado en Roma (Italia), ganó la medalla de oro en el trampolín de 3 metros, con una puntuación de 645 puntos, por delante del ruso Dmitri Sautin (plata con 646 puntos) y de su paisano chino Wang Tianling  (bronce con 638 puntos).